# Luktpion
Luktpion (Paeonia lactiflora) är en art i familjen pionväxter som härstammar från Kina, Mongoliet och Sibirien. Den växer på sluttningar, flodbankar och i lundar. Arten är en vacker och lättodlad trädgårdsväxt.
Arten är en örtartad perenn med tjocka rötter. Stjälkarna är vanligen mer eller mindre röda, kala. Bladen är skaftade, dubbelt 3-fingrade och har ofta fina hår utmed nerverna. Blommorna sitter en eller flera på varje stjälk och är upp till 10 cm vida, doftande. Hos vilda populationer förekommer plantor med röda, rosa och vita blommor.

## Kulturformer
Tusentals trädgårdsformer har sett dagens ljus. Dessa har främst odlats fram i England, Frankrike och USA. De har blommor i olika former och det går att dela in sorterna i tre huvudgrupper:
- Enkelblommiga

Kronblad i en serie. Ståndare fertila. Liknar de vild typerna, men blommorna är vanligen större. 
- Japanskblommiga

Kronblad i en eller flera serier. Ståndare ombildade till sterila staminoider. Vissa sorter med extra breda staminoider gränsar till de fylldblommiga och kallas ibland anemonblommiga. Fröfertila.
- Fylldblommiga

Alla ståndarna är ombildade till kronblad, med eller utan insprängda ståndare. Detta är kanske de vanligast förekommande piontypen i trädgårdar. Vanligen helt sterila.

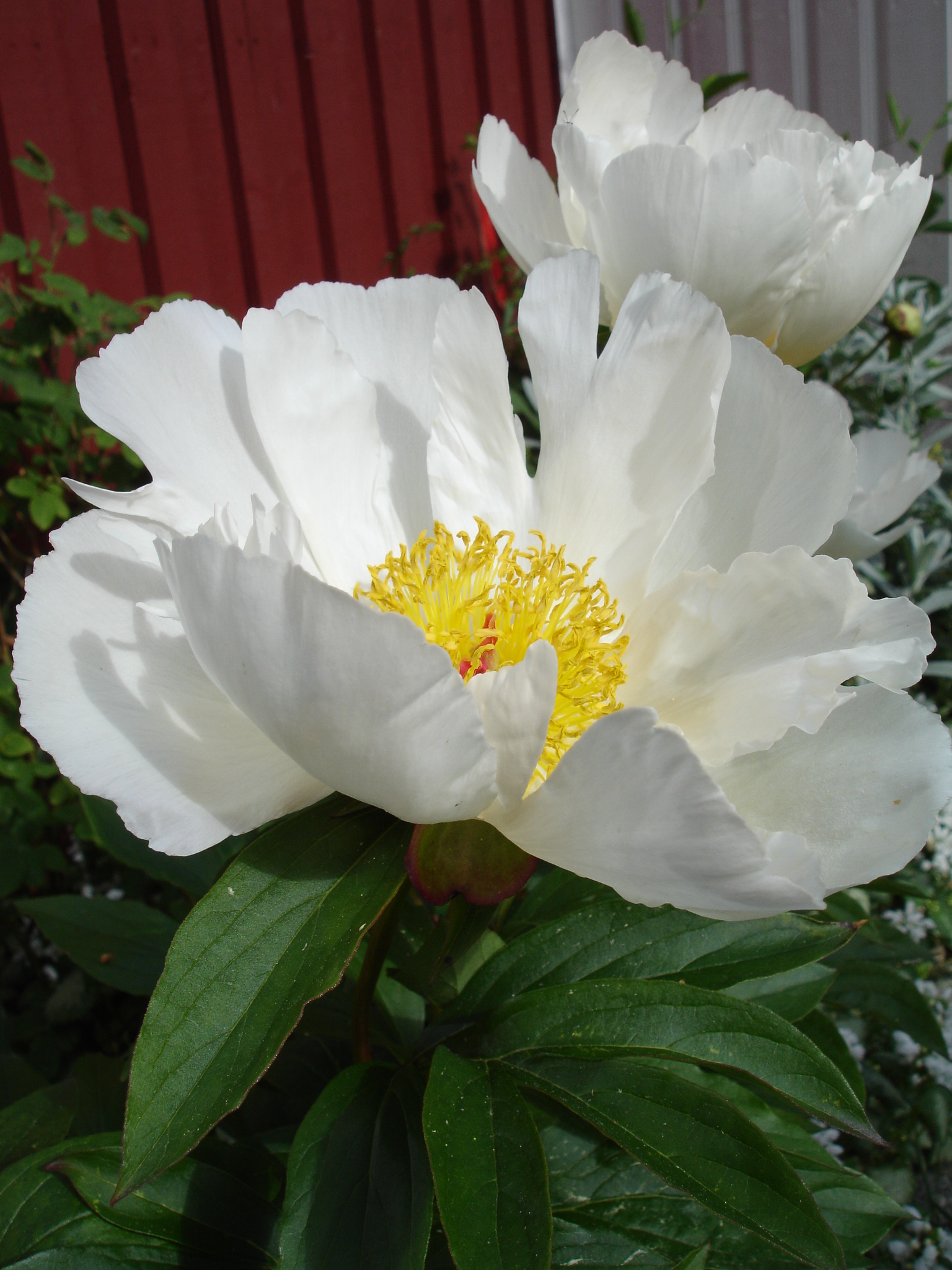
'White Wings' - enkelblommig
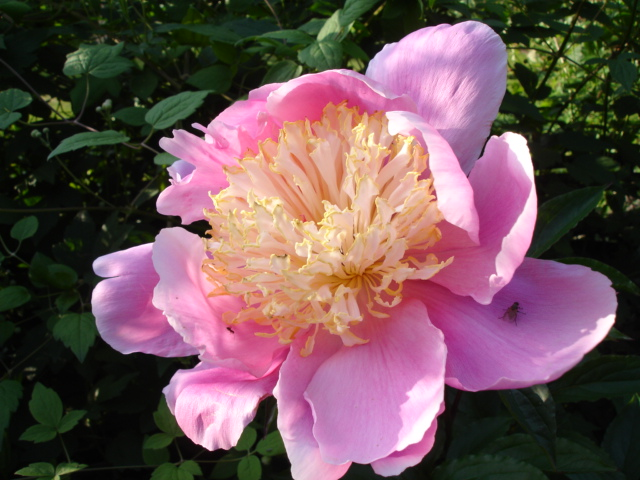
'Doreen - japanskblommig'
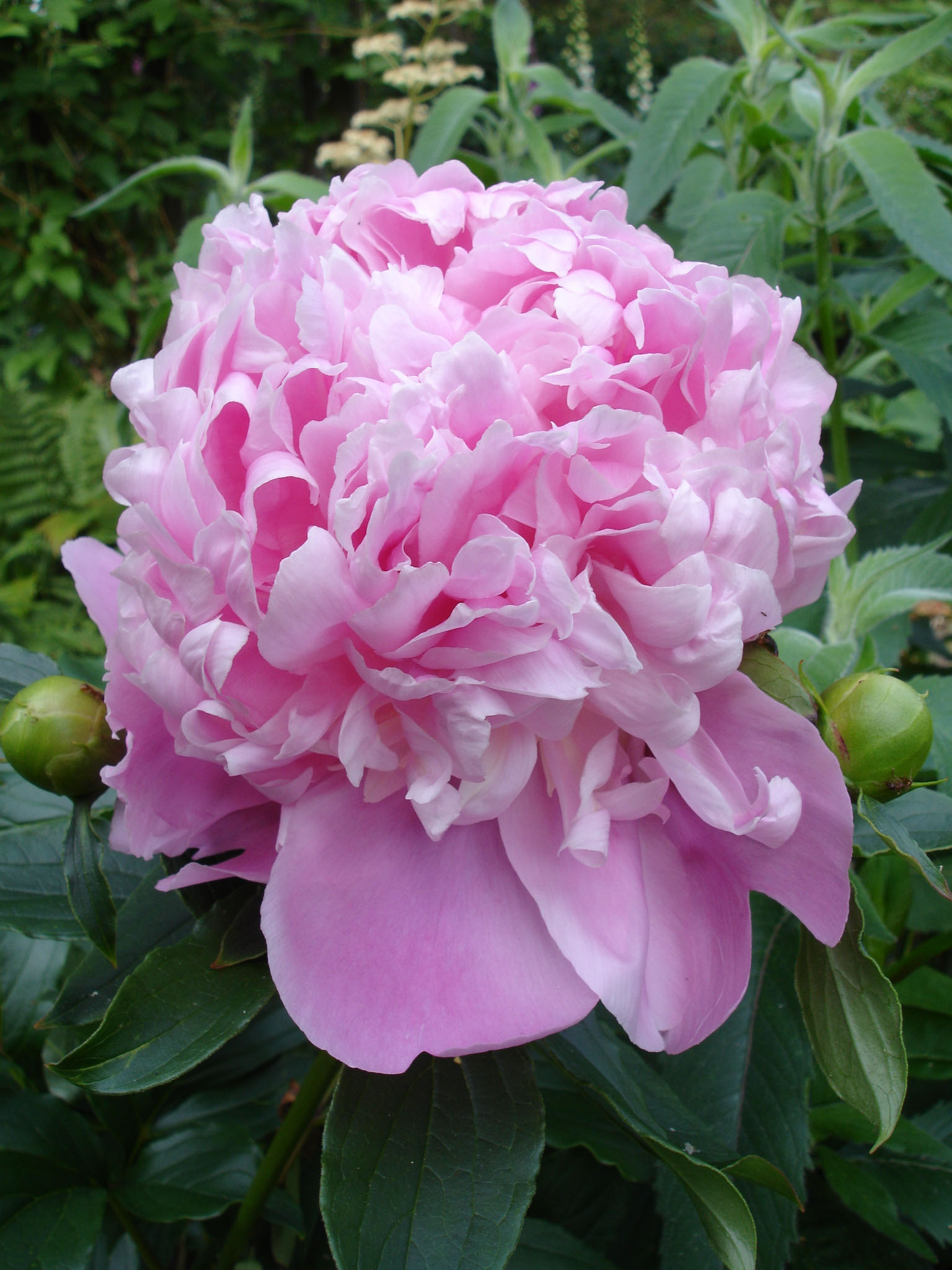
'Mons. Jules Elie - fylldblommig'
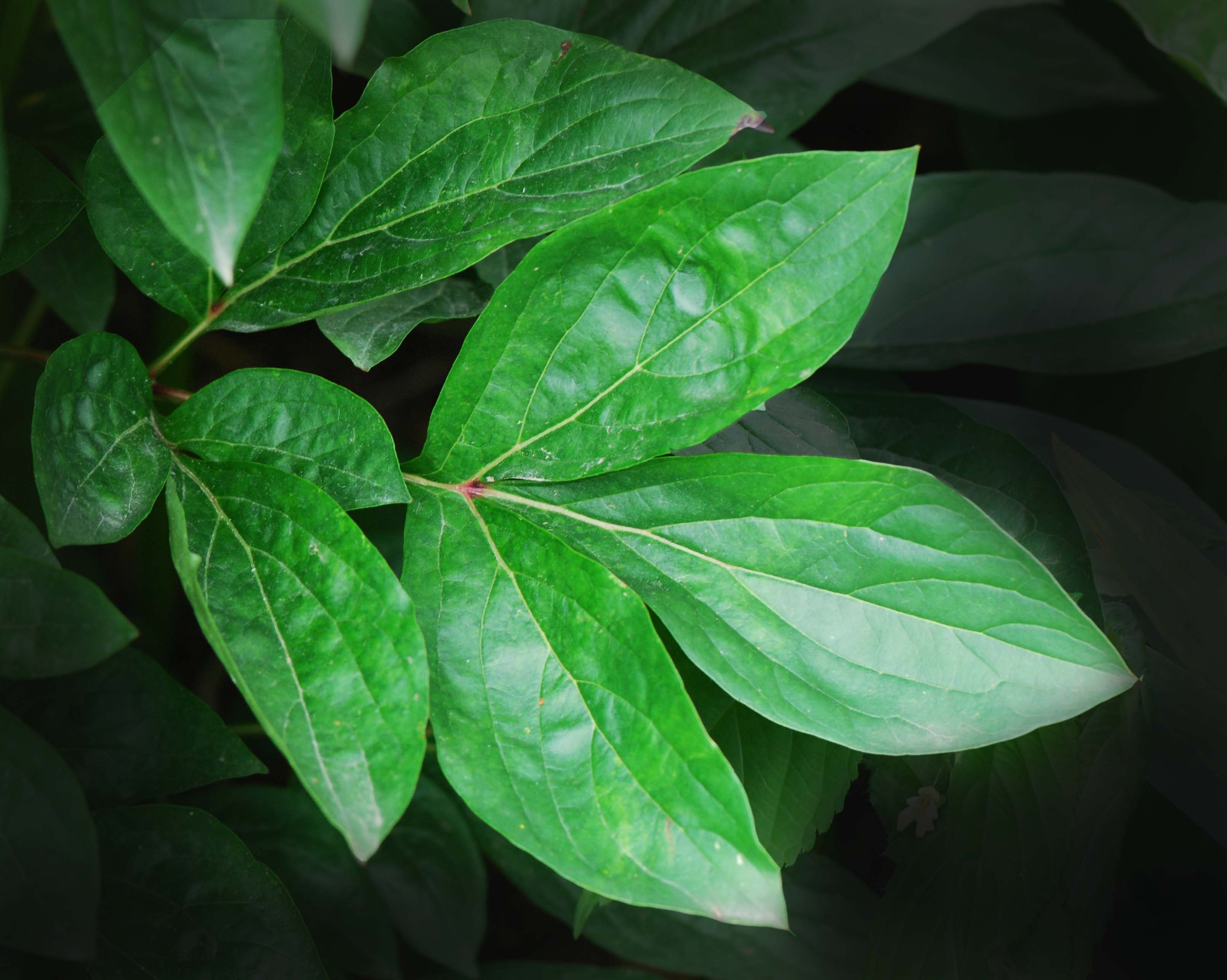
Bladen

## Synonymer
- Paeonia albiflora Pallas
- Paeonia albiflora var. edulis Pursh
- Paeonia albiflora var. fragrans Sabine
- Paeonia albiflora var. hirta Regel
- Paeonia albiflora var. hortensis Makino
- Paeonia albiflora var. humei hort.
- Paeonia albiflora var. purpurea Korshinsky
- Paeonia albiflora var. spontanea Makino
- Paeonia albiflora var. trichocarpa Bunge
- Paeonia albiflora var. typica Huth
- Paeonia albiflora var. whitleyi Anderson
- Paeonia chinensis Vilm.	nom. illeg.
- Paeonia edulis Salisbury
- Paeonia edulis var. reevesiana Paxton
- Paeonia edulis var. sinensis Sims
- Paeonia fragrans (Sabine)	Redoute
- Paeonia lactea Pallas
- Paeonia lactiflora Pallas
- Paeonia lactiflora f. nuda (Nakai)	M.Kitagawa
- Paeonia lactiflora f. pilosella (Nakai)	M.Kitagawa
- Paeonia lactiflora var. trichocarpa (Bunge)	F. C. Stern
- Paeonia lactiflora var. villosa M.S.Yan & K.Sun
- Paeonia lobata Pallas
- Paeonia officinalis C.P.Thunberg	nom. illeg.
- Paeonia officinalis Loureiro
- Paeonia reevesiana Loud.
- Paeonia yui Fang

## Sorter av luktpion

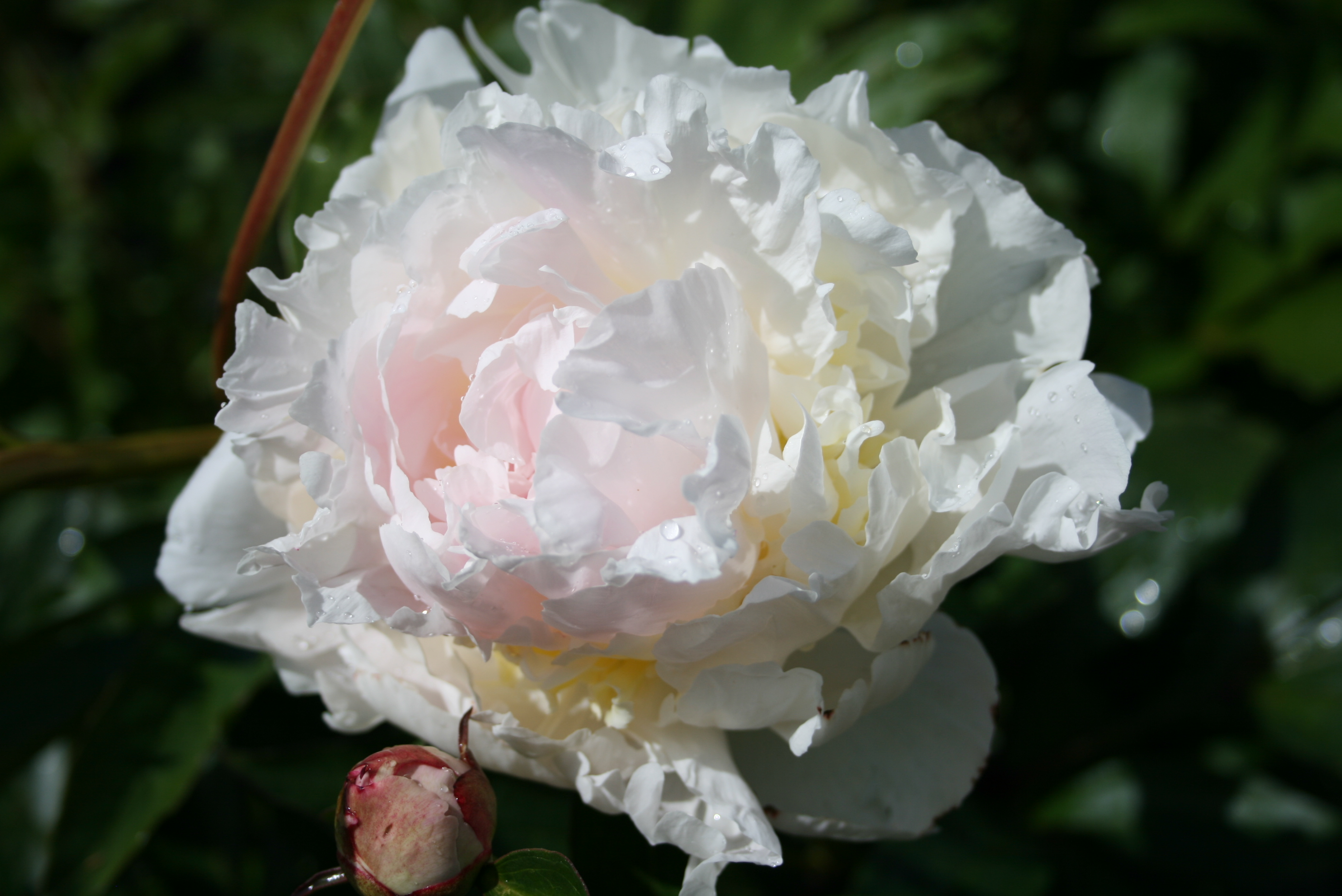
'Ann Cousins' (Cousins 1946)
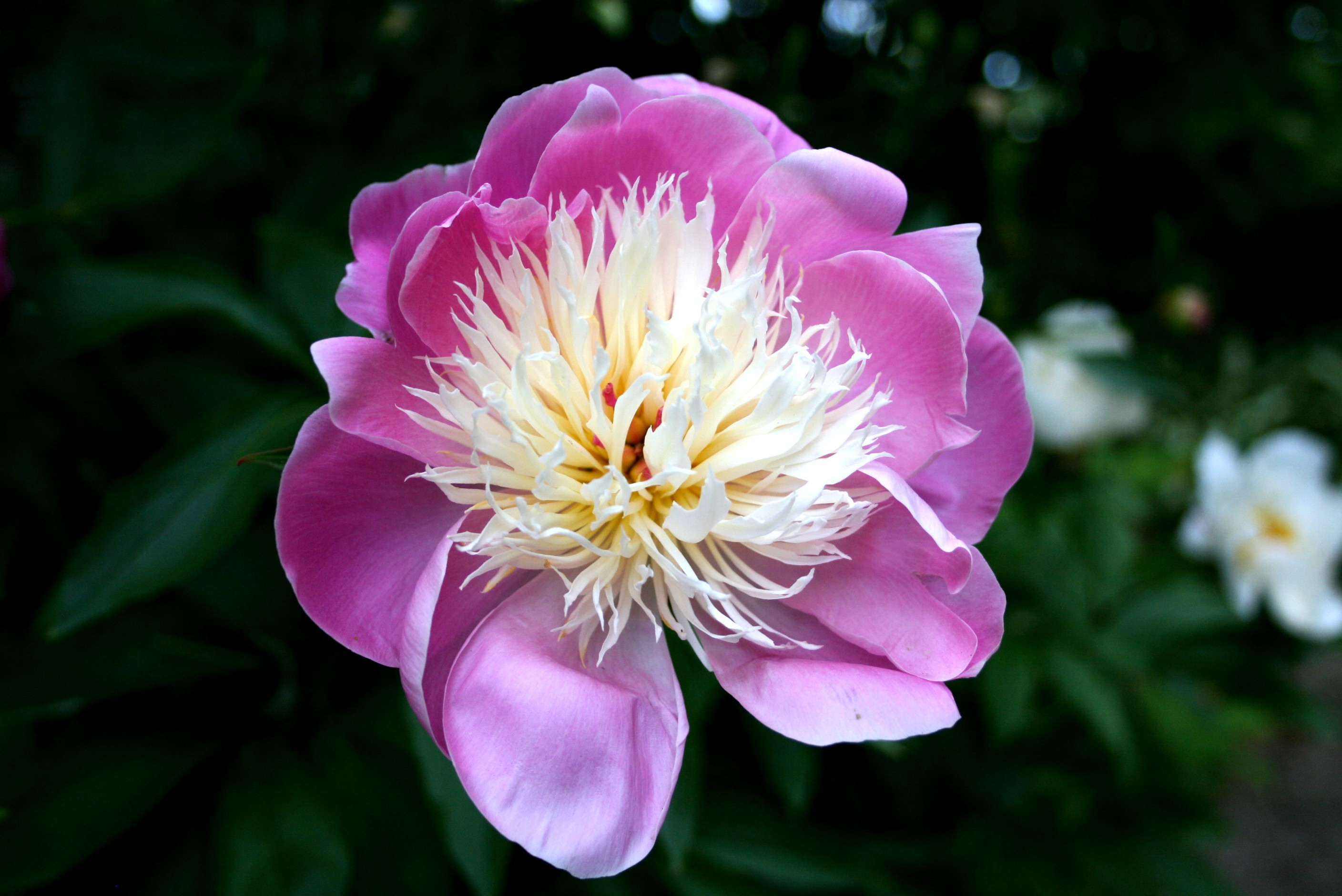
'Bowl of Beauty' (Hoogendoorn 1949)
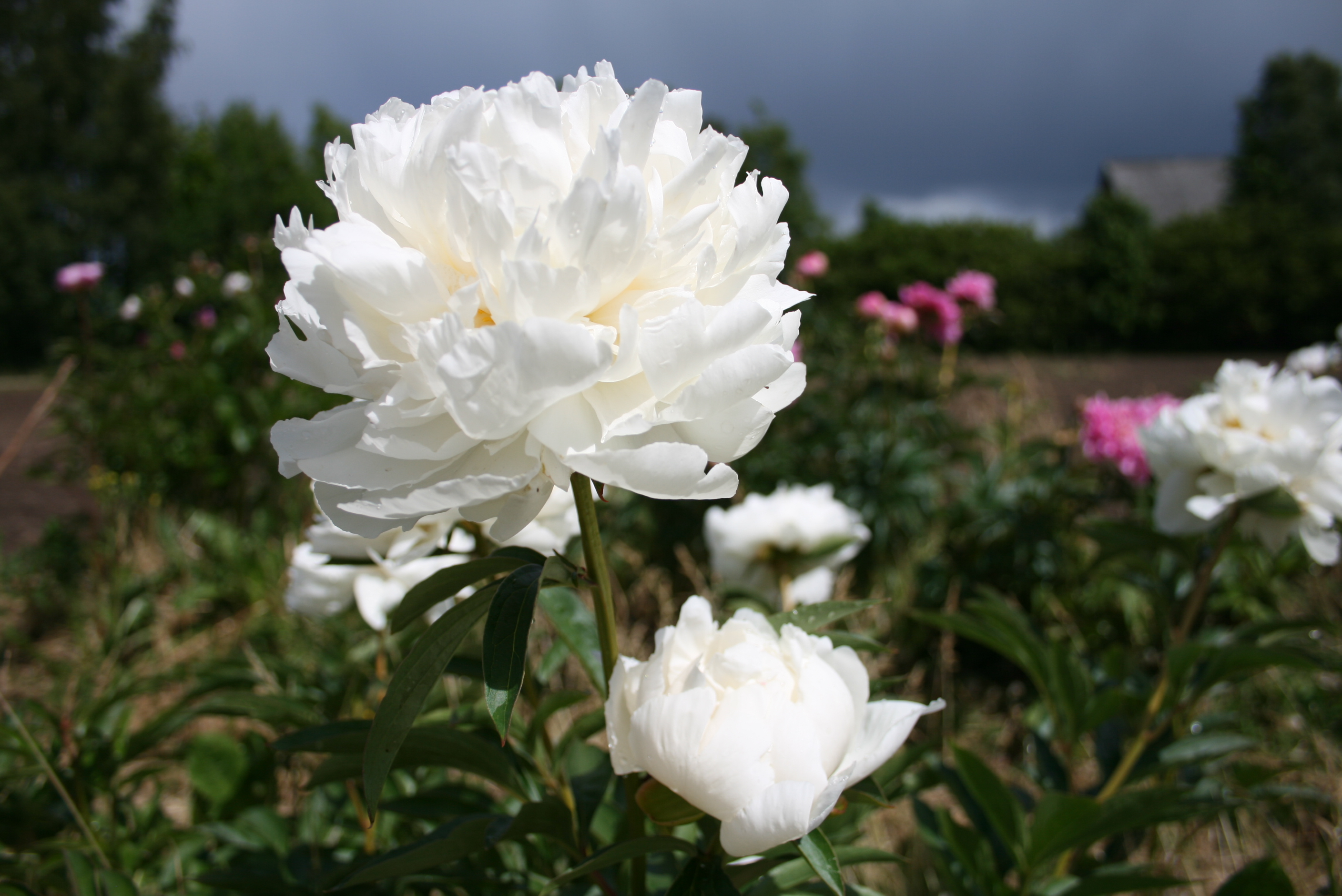
'Bowl of Cream' (Klehm 1963)
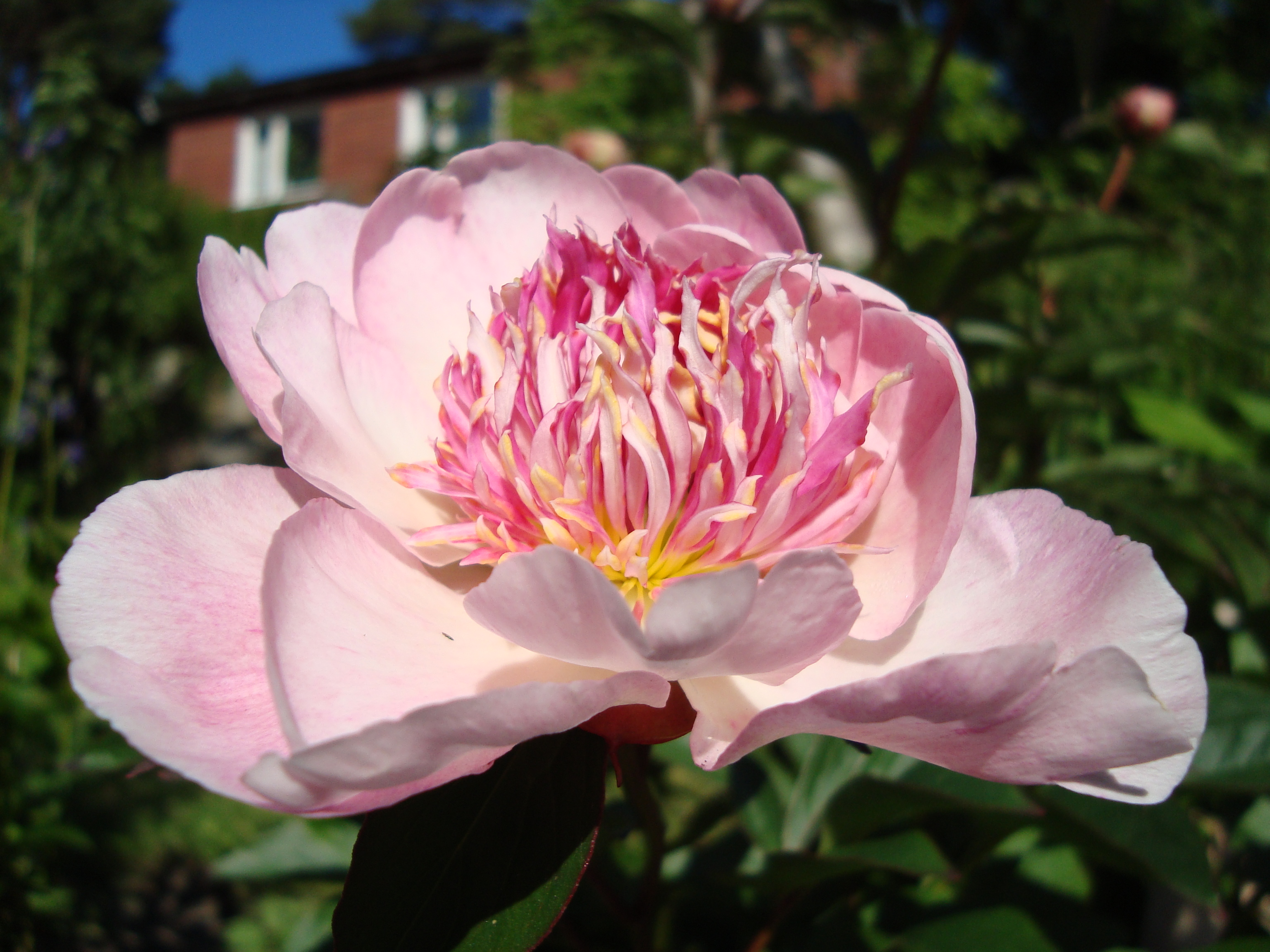
'Do Tell' (Auten 1946)
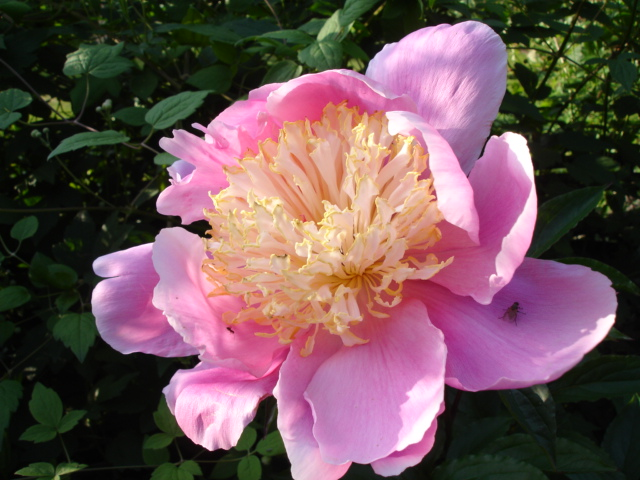
'Doreen' (Sass 1949)
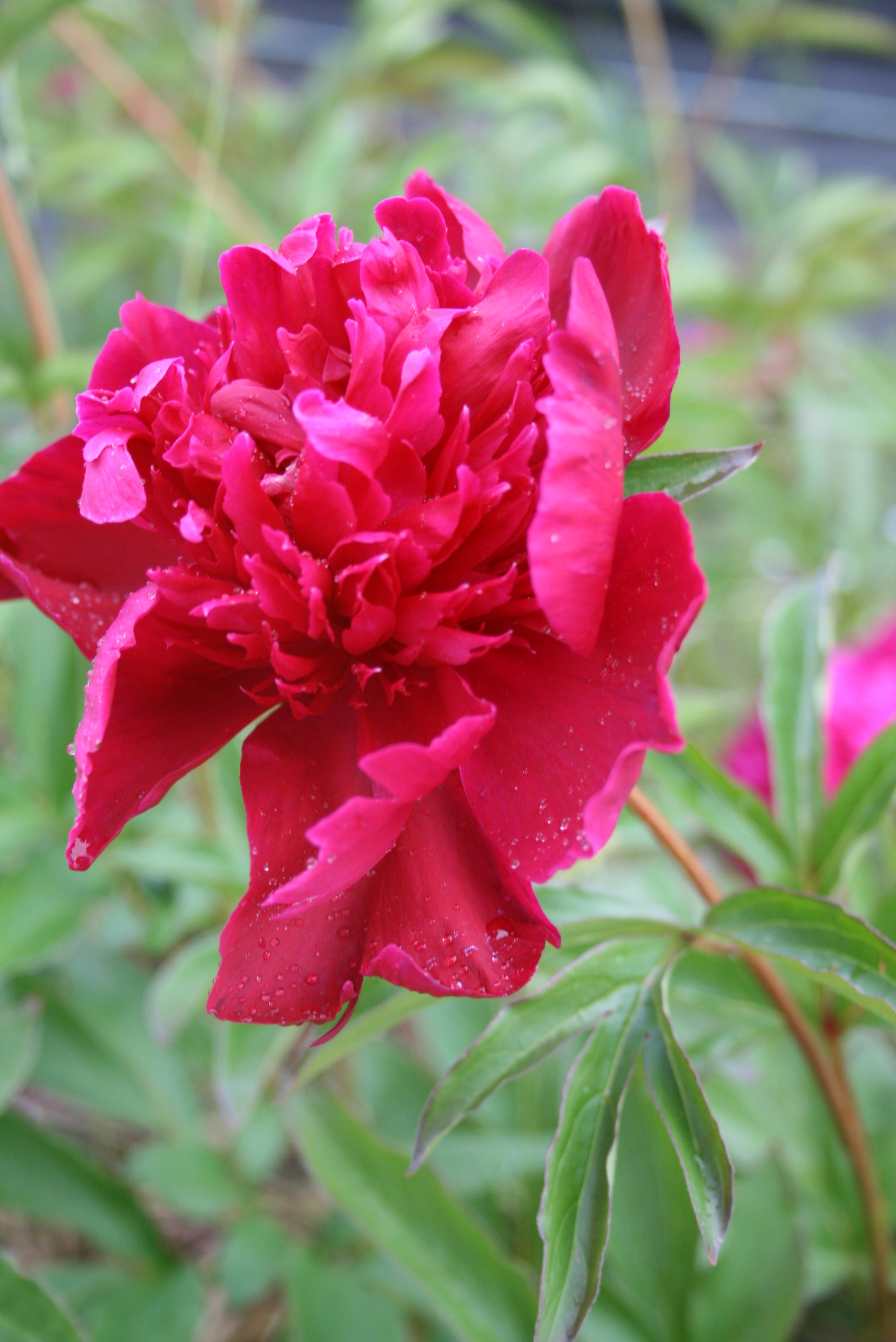
'Felix Crousse' (Crousse 1881)
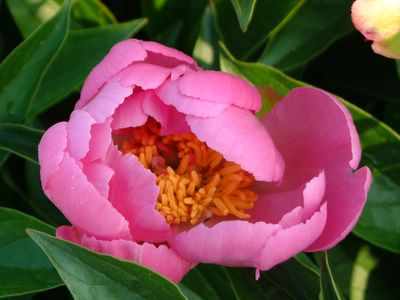
'Fen Yu Nu'
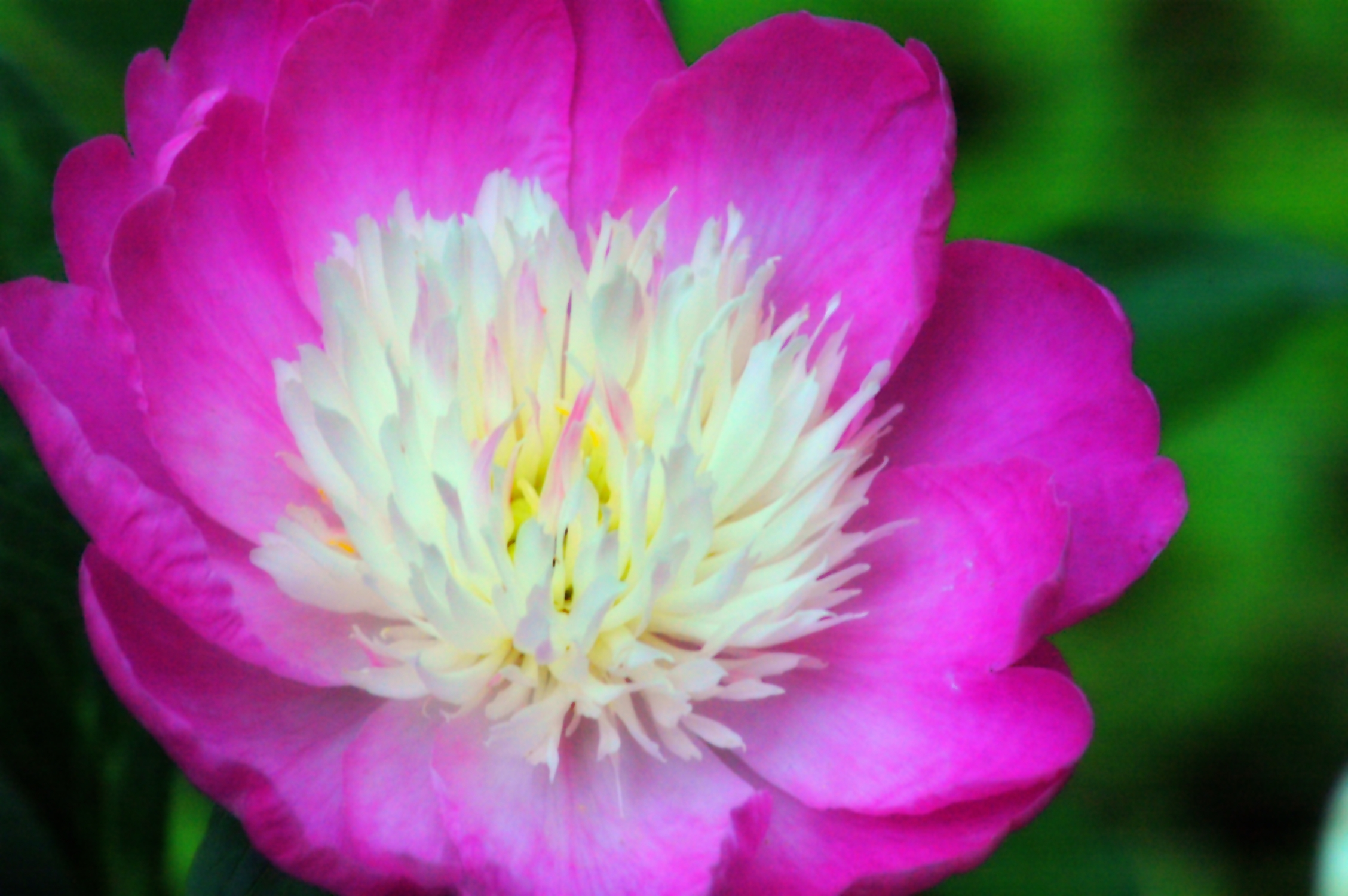
'Gay Paree' (Auten 1933)
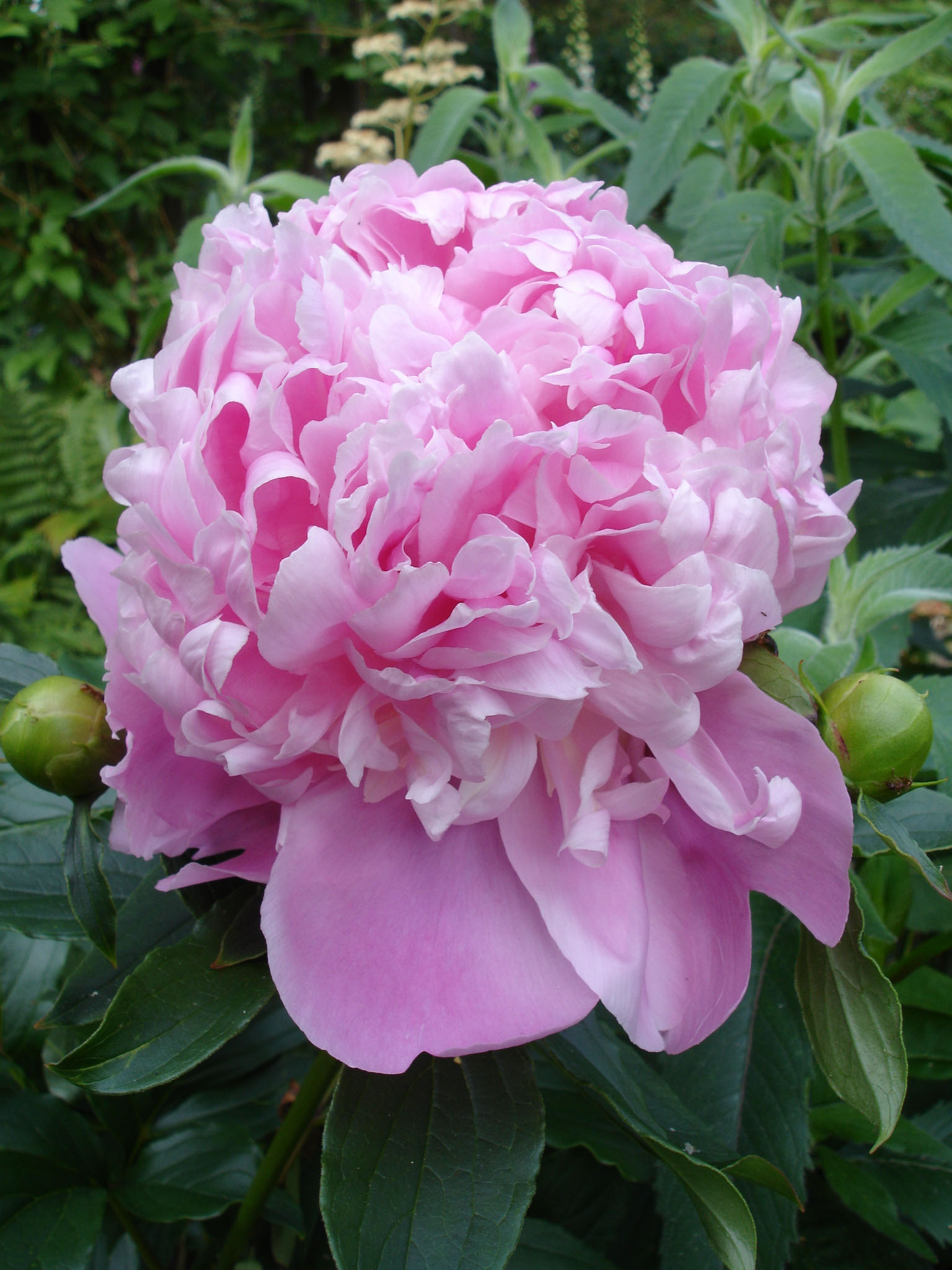
'Monsieur Jules Elie' (Crousse 1888)
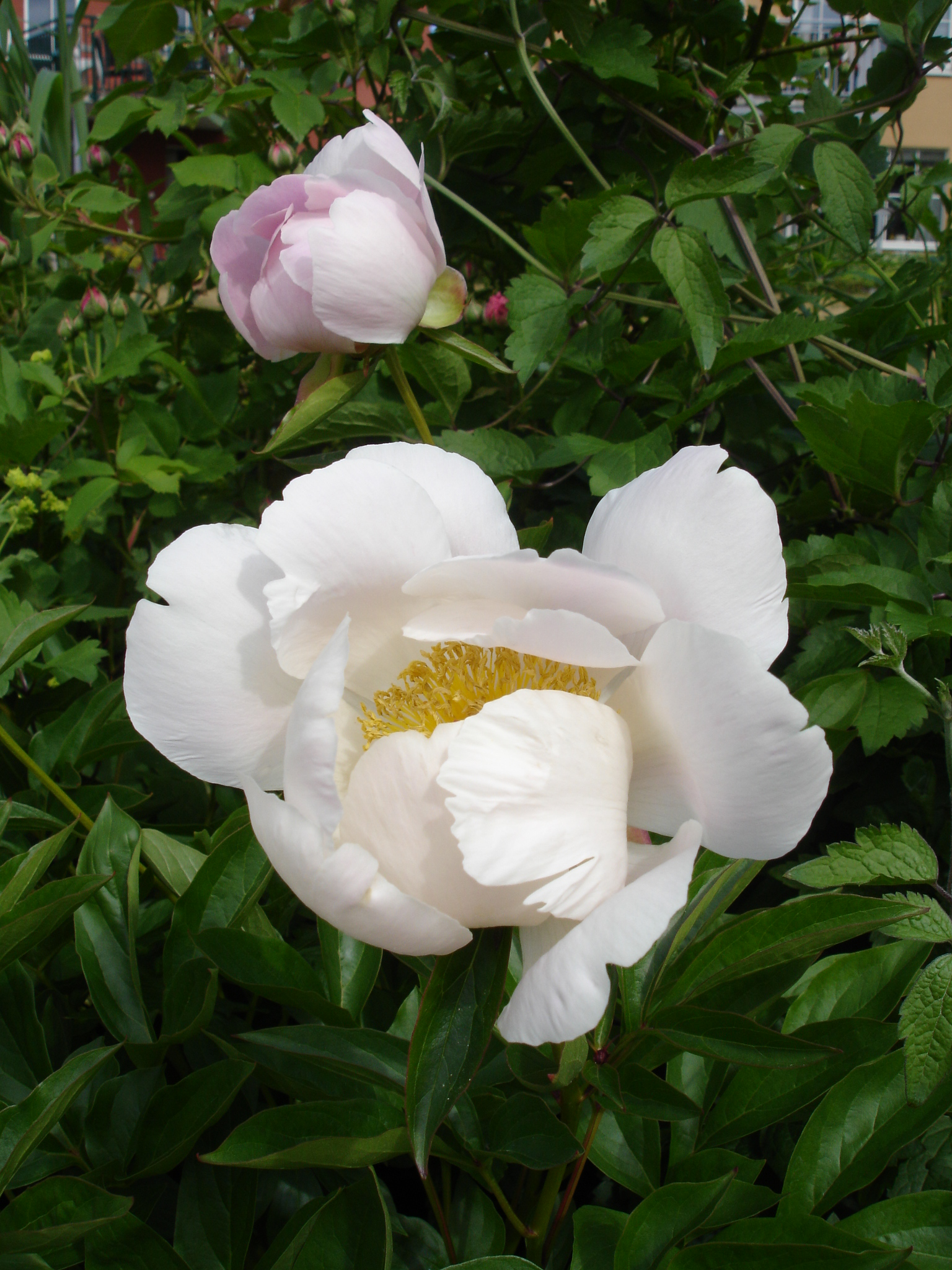
'Nymphe'
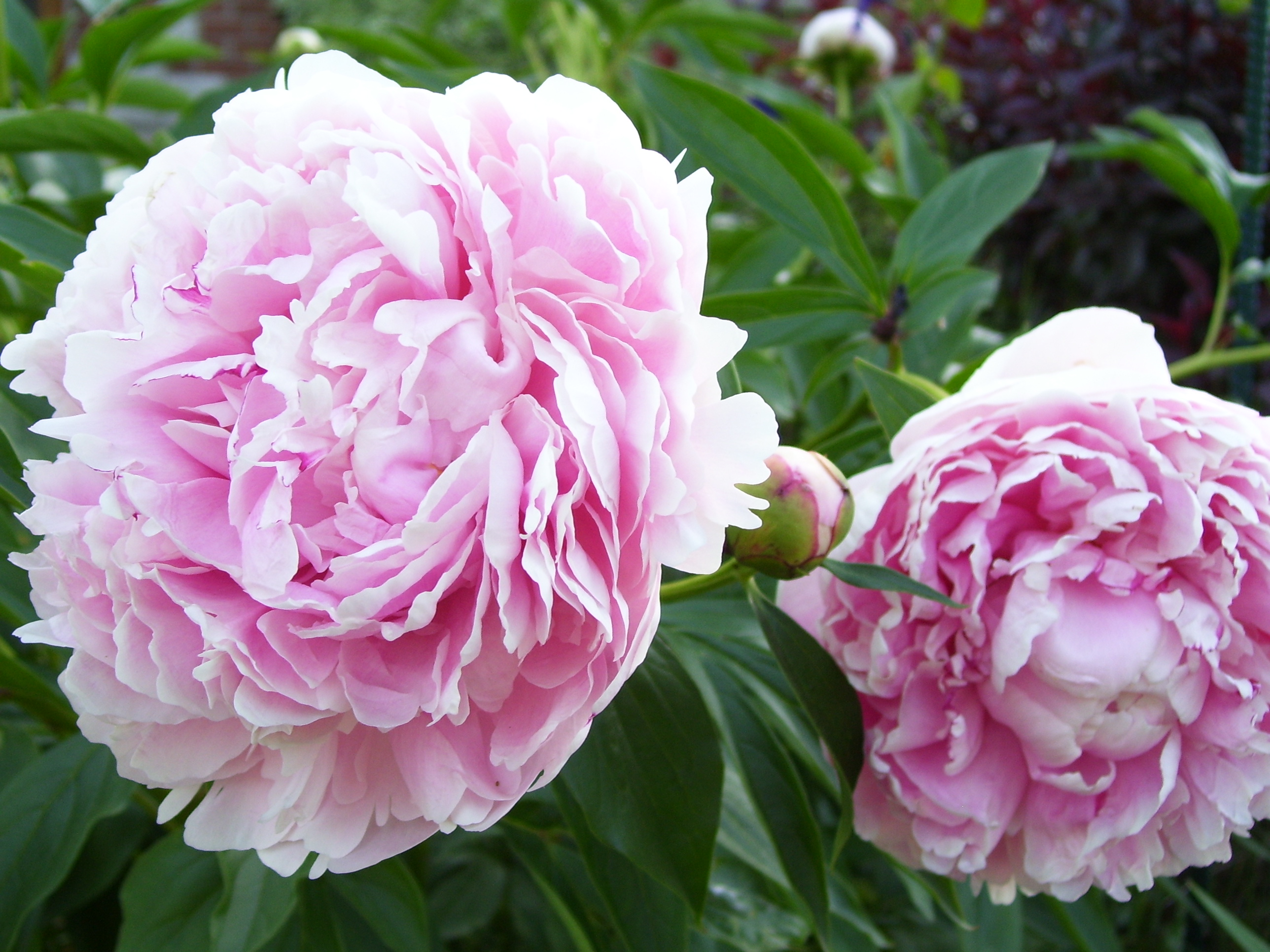
'Sarah Bernhardt' (Lemoine 1906)
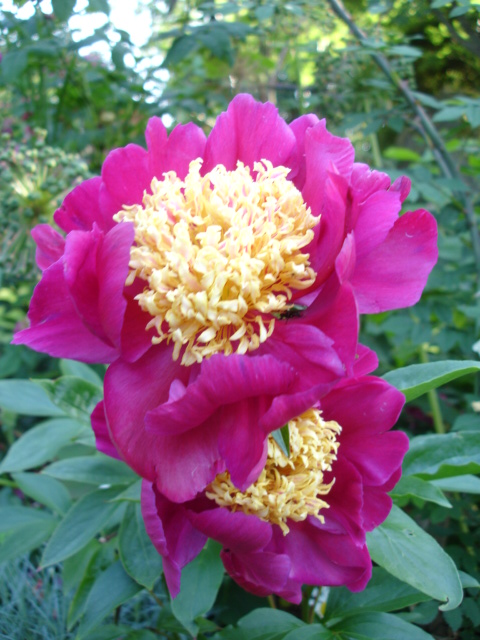
'Sword Dance' (Auten 1933)
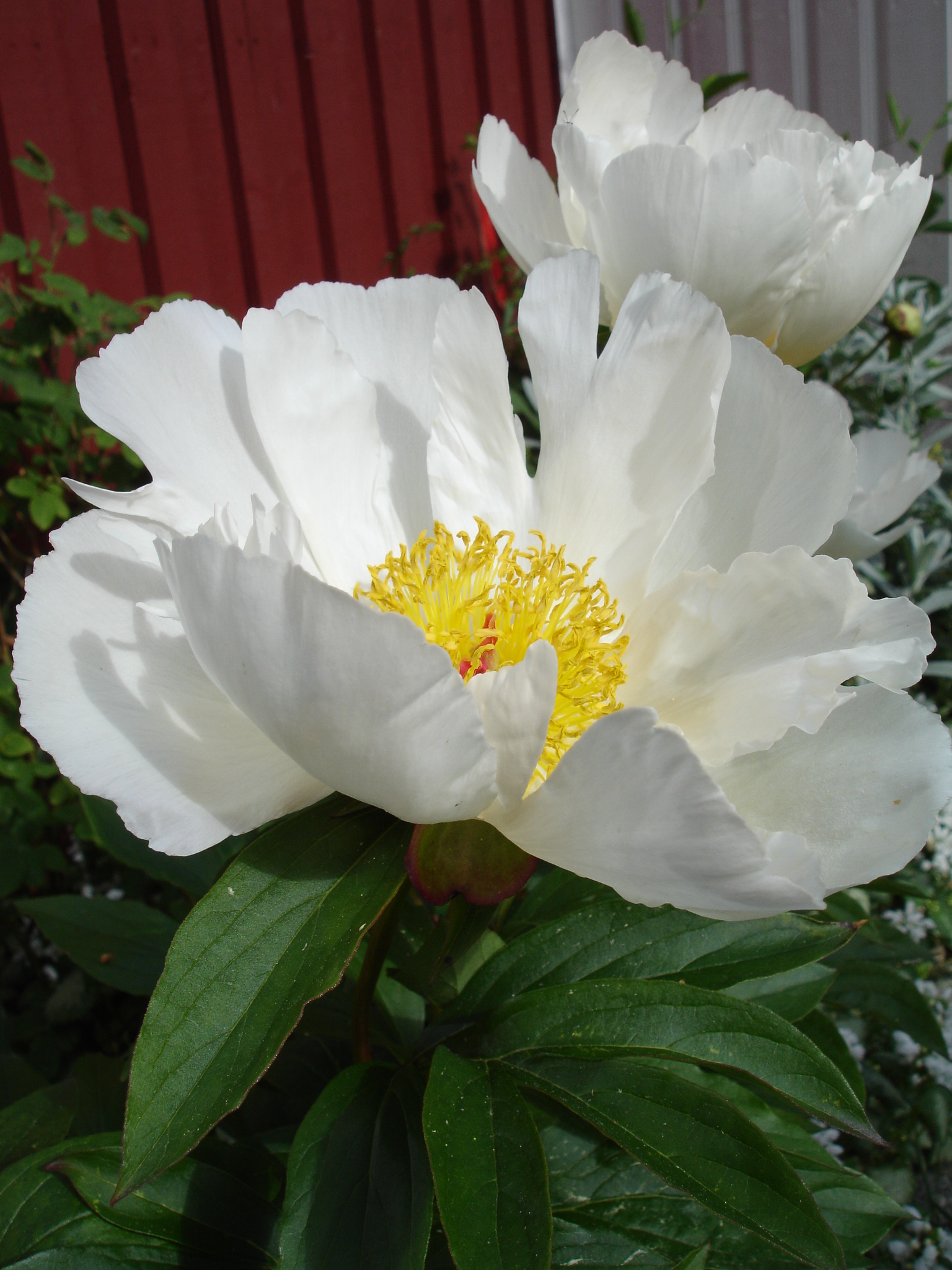
'White Wings' (Hoogendoorn 1949)
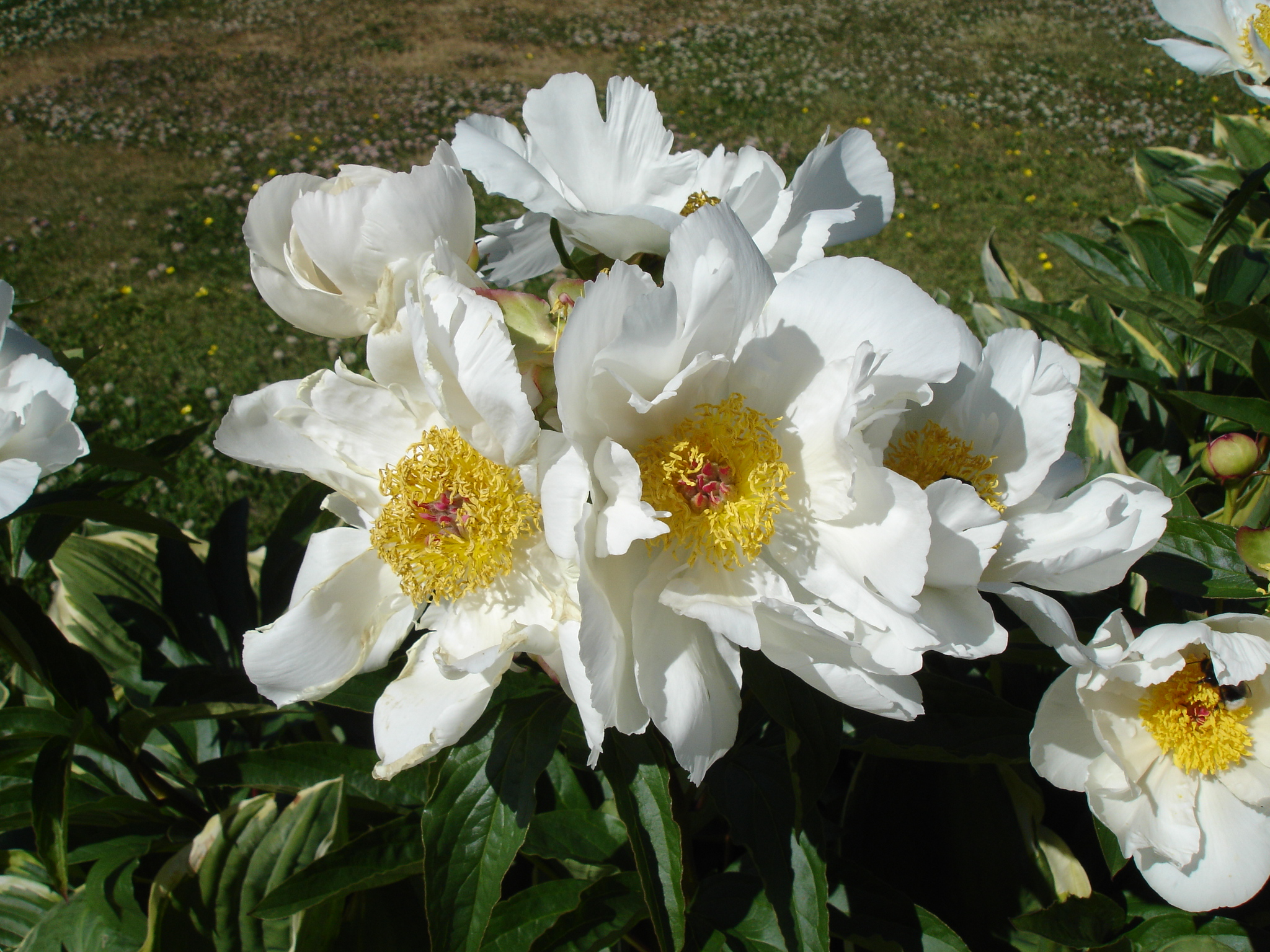
'White Wings' (Hoogendoorn 1949)